# Канова (Новара)
Канова је насеље у Италији у округу Новара, региону Пијемонт.
Према процени из 2011. у насељу је живело 21 становника. Насеље се налази на надморској висини од 272 м.